# Mark van Eeuwen
Mark Willem van Eeuwen (Warnsveld, 23 juli 1976) is een Nederlands acteur en televisie- en filmproducent.

## Levensloop
Van Eeuwen bracht zijn eerst levensjaren door in Beekbergen, maar verhuisde op twaalfjarige leeftijd met zijn ouders naar Sint-Oedenrode. Hij heeft een jongere broer, Dirk-Jan. Van Eeuwen rondde zijn middelbare school af op het Elde College en heeft vervolgens commerciële economie gestudeerd aan de Hogeschool van Utrecht. Gedurende zijn Masteropleiding aan de Universiteit van Amsterdam heeft hij zich aangemeld voor de 'London Academy of Music and Dramatic Arts,' waar hij succesvol afstudeerde in 2004. Tijdens zijn studententijd was Van Eeuwen lid van het Utrechtsch Studenten Corps. Na figuratie en reclamewerk was Van Eeuwen in 2004 te zien in de dramaserie Bitches. In datzelfde jaar had hij een kleine bijrol in de door Johan Nijenhuis geregisseerde speelfilm Snowfever. In 2005 speelde Van Eeuwen een gastrol in de Engelse dramaserie Mike Bassett: Manager van televisiezender ITV.
Voor Yorin speelde Van Eeuwen de rol van Matthijs van Groningen in de avonturenserie Kicken. Van Eeuwen vertolkte van 2005 tot en met 2012 de rol van Jack van Houten in de RTL 4-soap Goede tijden, slechte tijden, hij keerde van 2015 tot en met 2017 enkele malen terug in de soap. Zijn rol in de serie GTST betekende zijn doorbraak en al snel zouden rollen volgen in Voetbalvrouwen en de speelfilm De eetclub.
Van Eeuwen behaalde in 2008 in Hawaï zijn vliegbrevet.
Op 13 oktober 2012 won Van Eeuwen, samen met zijn danspartner Jessica Maybury, de finale van het AVRO-programma Strictly Come Dancing. Van Eeuwen moest het hierin opnemen tegen radio- en televisiepresentatrice Sylvana Simons.
In 2013 startte Van Eeuwen zijn carrière als producent met de ontwikkeling en financiering van de internationale film Kidnapping Mr. Heineken, met Sir Anthony Hopkins. Waarin hij tevens een van de hoofdrollen vertolkte als Frans Meijer. Andere producties waarbij hij betrokken was: Boychoir met Dustin Hoffman en Blunt Force Trauma met Mickey Rourke. In samenwerking met Beau van Erven Dorens produceerde hij in de zomer van 2014 het televisieprogramma De Vliegende Hollanders voor de zender Veronica. Datzelfde jaar speelde Van Eeuwen een hoofdrol in de door Antoinette Beumer geregisseerde speelfilm Rendez-vous, naar de gelijknamige roman van de schrijfster Esther Verhoef. In 2016 speelde Van Eeuwen de rol van Petrus in The Passion 2016 en vertolkte hij de hoofdrol van Frank Farmer in de musicalThe Bodyguard.
In februari 2018 richtte Van Eeuwen samen met filmmakers Alain de Levita en Paula van der Oest de televisie- en filmproductiemaatschappij Levitate Film op. Met Levitate Film produceerde hij onder andere de films Colosseum, De Slag om de Schelde, Love in a Bottle, Stromboli, Leeuwin en de series Kerstgezel.nl en De Joodse Raad.
Hij maakte zijn regiedebuut tijdens het zevende seizoen van de AVROTROS-serie Flikken Rotterdam waarvoor hij de vijfde aflevering genaamd Stalker regisseerde.